# Lidewij Welten
Lidewij Marsia Maria Welten (Eindhoven, 16 juli 1990) is Nederlands hockeyinternational. Ze speelde 247 officiële interlands (95 doelpunten) voor de Nederlandse vrouwenploeg (peildatum 28 april 2025). Ze nam viermaal deel aan de Olympische Spelen. Bij de eerste twee deelnames veroverde ze met haar team een gouden medaille. Tijdens de Olympische spelen in Tokio veroverde ze haar derde gouden medaille. Zij en Eva de Goede, zijn de enige hockeyspeelsters die deze prestatie hebben geleverd.
Welten debuteerde op 7 april 2008 voor Oranje in een interland met Europees Kampioen Duitsland (4-2) te Helmond. Zij stond in die wedstrijd aan de basis van een treffer van mede-debutante Kelly Jonker. Bondscoach Marc Lammers voegde Welten op 30 januari 2008 aan het Nederlands team. Op de Olympische Spelen van Peking verbaasde de prille international vervolgens vriend en vijand met sterk spel. Op 22 augustus 2008 won Welten in haar dertiende interland de gouden olympische medaille.
Aanvalster Welten begon haar hockeycarrière bij Hockey Ons Devies (HOD) in Valkenswaard. Een overstap naar Hockeyclub 's-Hertogenbosch volgde, waar zij vanaf het seizoen 2005-2006 deel uitmaakt van de eerste selectie. In 2012 won ze ook de gouden medaille op de Olympische Zomerspelen 2012 in Londen. In de finale werd Argentinië 2-0 verslagen. Tijdens de Olympische Zomerspelen van 2016 reikte het Nederlands hockeyteam tot de finale. Groot-Brittannië was hierin de tegenstander. Nadat de wedstrijd op 3-3 was blijven steken in de reguliere speeltijd bleek Groot-Brittannië een maatje te groot in de shoot-outserie (0-2). Welten speelde een sterk toernooi.
Op 18 augustus 2017 scoorde Welten haar vijftigste interlandgoal in de openingswedstrijd van het Europees Kampioenschap in Amsterdam tegen tegenstander Spanje. Op 29 juni 2019 won het Nederlands elftal met Welten in de selectie als eerste team de FIH Pro League. In de finale werd Australië aan de kant gezet na shoot-outs.
Tijdens de finale van de Olympische Spelen in Tokio werd Argentinië verslagen met 3-1 en veroverde Welten haar derde gouden olympische medaille. Op het gecombineerde WK dat gehouden werd in Amstelveen/Terrassa won Welten haar derde WK goud.
In 2022 maakte Welten de overstap van HC ‘s-Hertogenbosch naar Kampong.
In 2025 deed Welten mee aan het vijfde seizoen van het televisieprogramma De Verraders bij RTL 4 als getrouwe waarin ze als tweede werd vermoord.

## Palmares
Welten won met Den Bosch sinds 2005 dertien landstitels, tien Euro Hockey Club Cups, één Euro Hockey League (EHL) en één nationale beker, de Gold Cup. Bij het Nederlands elftal staat de teller op vijftien hoofdprijzen: vier EK’s, drie WK’s, drie keer olympisch goud, twee keer de Hockey World League, één Champions Trophy en twee keer de FIH Pro League. Met 25 clubprijzen in totaal heeft ze de meeste prijzen gewonnen  dan welke andere speelster ook.
- Olympische Spelen 2008 te Peking (China)
- Champions Trophy 2009 te Sydney (Australië)
- EK hockey 2009 te Amstelveen (Nederland)
- Champions Trophy 2010 te Nottingham (Verenigd Koninkrijk)
- WK hockey 2010 te Rosario (Argentinië)
- Champions Trophy 2011 te Amstelveen (Nederland)
- EK hockey 2011 te Mönchengladbach (Duitsland)
- Champions Trophy 2012 te Rosario (Argentinië)
- Olympische Spelen 2012 te Londen (Verenigd Koninkrijk)
- Hockey World League 2013 te Tucamon (Argentinië)
- Champions Trophy 2014 te Mendoza (Argentinië)
- WK hockey 2014 te Den Haag (Nederland)
- EK hockey 2015 te Londen (Verenigd Koninkrijk)
- Champions Trophy 2016 te Londen (Verenigd Koninkrijk)
- Olympische Zomerspelen 2016 te Rio de Janeiro (Brazilië)
- Hockey World League 2017 te Auckland (Nieuw-Zeeland)
- EK hockey 2017 te Amstelveen (Nederland)
- WK hockey 2018 te Londen (Verenigd Koninkrijk)
- Hockey Pro League 2019 te Amstelveen (Nederland)
- EK Hockey 2019 te Antwerpen (België)
- Hockey Pro League 2020-21
- Olympische Spelen Tokio 2020
- Hockey Pro League 2021-2022
- Wereldkampioenschap 2022 in Amstelveen en Terrassa

## Onderscheidingen
- 2015 FIH World Player of the Year
- 2015 Gouden stick
- 2021 benoemd tot Lid van Verdienste.
- 2021 bevorderd tot Officier in de Orde van Oranje-Nassau
- 2021 benoemd tot ereburger van Brabant

Marilyn Agliotti · 
Naomi van As · 
Minke Booij · 
Wieke Dijkstra · 
Miek van Geenhuizen · 
Maartje Goderie · 
Eva de Goede · 
Ellen Hoog · 
Fatima Moreira de Melo · 
Eefke Mulder · 
Maartje Paumen · 
Sophie Polkamp · 
Lisanne de Roever · 
Janneke Schopman · 
Minke Smabers · 
Lidewij Welten ·
Coach: Marc Lammers
Marilyn Agliotti · 
Naomi van As · 
Merel de Blaey · 
Carlien Dirkse van den Heuvel · 
Margot van Geffen · 
Maartje Goderie · 
Eva de Goede · 
Ellen Hoog · 
Kelly Jonker · 
Kim Lammers · 
Caia van Maasakker · 
Kitty van Male · 
Maartje Paumen · 
Sophie Polkamp · 
Joyce Sombroek · 
Lidewij Welten ·
Coach: Max Caldas
Naomi van As · 
Willemijn Bos · 
Carlien Dirkse van den Heuvel · 
Margot van Geffen · 
Eva de Goede · 
Ellen Hoog · 
Kelly Jonker · 
Marloes Keetels · 
Laurien Leurink · 
Caia van Maasakker · 
Kitty van Male · 
Maartje Paumen · 
Joyce Sombroek · 
Maria Verschoor · 
Xan de Waard · 
Lidewij Welten ·
Coach: Alyson Annan
Felice Albers · 
Margot van Geffen ·  
Eva de Goede · 
Marloes Keetels · 
Josine Koning · 
Sanne Koolen · 
Laurien Leurink · 
Caia van Maasakker · 
Frédérique Matla ·  
Laura Nunnink · 
Malou Pheninckx · 
Pien Sanders ·  
Lauren Stam · 
Maria Verschoor · 
Xan de Waard · 
Lidewij Welten · 
Coach: Alyson Annan